# Elaine Paige
Elaine Jill Bickerstaff (Barnet, Inglaterra; 5 de marzo de 1948) es una cantante y actriz británica. Criada en Barnet, al norte de Londres, Paige asistió a la escuela Aida Foster, haciendo su primera aparición profesional en el escenario en 1964, a la edad de 16 años. Su aparición en la producción 1968 de Hair marcó su debut en el West End.
A raíz de una serie de funciones en la siguiente década, Paige fue seleccionada para hacer el personaje de Eva Perón en la primera producción de Evita en 1978. Por este papel, ganó el Premio Laurence Olivier por el desempeño del año en un musical. Luego representó el papel de Grizabella en Cats y alcanzó en top 10 con «Memory», una canción de la obra. En 1985, Paige lanzó «I Know Him So Well» con Barbara Dickson del musical Chess, que sigue siendo la canción más vendida por un dúo femenino. Luego apareció en la producción teatral original de Chess, seguido de un papel protagonista en Anything Goes que también coprodujo. Paige hizo su debut en Broadway en Sunset Boulevard, en 1996, en el papel principal, como Norma Desmond, con gran éxito de crítica. Apareció en The King and I a partir de 2000 a 2001, y seis años más tarde regresó a los escenarios del West End en el musical The Drowsy Chaperone. También ha trabajado esporádicamente en televisión.
Además de ser nominada a cinco Premios Laurence Olivier, Paige ganó muchos otros premios por sus papeles de teatro y ha sido nombrada como La primera dama del teatro musical británico[cita requerida] debido a su habilidad y permanencia. Lanzó 22 álbumes en solitario, de los cuales ocho fueron consecutivamente certificados oro y otros cuatro multiplatino. Paige también ha participado en siete álbumes como artista invitada y ha cantado en conciertos en todo el mundo. Desde 2004 conduce su propio programa en la BBC Radio 2 llamado Elaine Paige on Sunday.
En 2014 celebró sus 50 años en el mundo del espectáculo. Paige anunció en su web oficial una gira de conciertos y un nuevo álbum recopilatorio llamado The Ultimate Collection para marcar este hito en su carrera.

## Vida y carrera

### Primeros años de vida
Elaine Jill Bickerstaff nació y se crio en Barnet, al norte de Londres, donde su padre trabajaba como agente inmobiliario y su madre era modista. Su madre había sido cantante en su juventud, y su padre era un baterista aficionado. La estatura de Paige se sitúa en algo menos de 5 pies (1,5 m) de altura; según ella, por esta razón ha perdido importantes papeles principales. Su ambición original era la de convertirse en una jugadora profesional de tenis, pero su entrenadora señaló que a ella «nunca la verían en la red». Paige siguió jugando al tenis y se ha referido al deporte como una de sus pasiones.
A los 14 años, Paige escuchó la banda sonora de la película West Side Story, que evoca el deseo de una carrera en el teatro musical. Gracias a la habilidad musical de Paige, fue animada por su profesora de música de la escuela, Ann Hill, que también era la cabeza del departamento de música. Paige fue miembro del coro de Hill, y su primer papel en el escenario fue como Susanna en una producción escolar de Mozart, las bodas de Fígaro, que fue seguido por The Boy Mozart y solos en el Mesías de Handel, «una obra difícil para los niños pequeños». Paige también recuerda cantar el papel mezzosoprano de Bastien und Bastienne de Mozart. Después de cantar el aria, optó por soltar un sollozo para sorpresa de la audiencia que, habiendo quedado convencidos por su actuación, pensaron que sentía verdadero dolor.
Su padre más tarde sugirió que debería ir a la escuela de teatro, por lo que asistió a la escuela de teatro de Aida Foster, pero por falta de confianza en los inicios no le gustaba la escuela. Su padre la animó a resistir y creció para disfrutar de su tiempo allí. Después de graduarse, su primer trabajo fue modelando ropa para niños en la exposición Ideal Home. Paige también asistió a la escuela Southaw Girls, una secundaria moderna en Oakleigh Park en Hertfordshire donde logró sólo dos títulos del CSE.

## Carrera

### 1968-1980: debut en el West End y Evita
La primera aparición profesional de Paige en el escenario, fue durante la gira británica del musical de Anthony Newley y Leslie Bricusse The Roar of the Greasepaint – The Smell of the Crowd en 1964, en el papel de un erizo de China. En la audición para obtener el papel Paige cantó «I'm Just a Girl who Cain't Say No», pero fue rechazada por primera vez. Ella tuvo éxito la segunda vez después de haber sido convencida para volver a la audición con un nuevo nombre. Observó a través de una guía telefónica en busca de inspiración, entonces vio «Page» y decidido ese nombre con la adición de una «i». A la edad de 20 años, hizo su debut en el West End en el musical Hair el 27 de septiembre de 1968, permaneciendo en el elenco hasta marzo de 1970. A pesar de ser también una suplente para el personaje de Sheila, Paige también hizo parte de la tribu en el coro, para lo cual el papel que ella interpretaba estaba obligada a estar desnuda en el escenario en una escena. Ella también apareció como un erizo en el musical Oliver!, en el West End. Durante la década siguiente, interpretó papeles en varios musicales, incluyendo Jesus Christ Superstar, Nuts, Grease (en donde interpretó el papel principal de 1973 hasta 1974), Billy (desde 1974 hasta 1975 interpretando el papel de Rita) y The Boy Friend (desde 1975 hasta 1976 interpretando el papel de Maisie). Paige tuvo un papel menor en el año 1978 en la película de comedia Adventures of a Plumber's Mate.
Después de meses de actuar y cantar en audiciones, Hal príncipe ofreció a la todavía relativamente desconocida Paige el papel de Eva Perón en la primera producción teatral del musical de Tim Rice y Andrew Lloyd Webber Evita; Paige audicionó con éxito cantando la famosa canción de Los Beatles «Yesterday». Su actuación ganó aclamación de la crítica y le trajo a la prominencia pública a la edad de 30 años. Julie Covington, que interpretó el papel en el álbum de concepto original, había rechazado la oportunidad de hacer el papel en el escenario. Paige finalmente compitió contra Bonnie Schoen, un estadounidense inicialmente favorecida por Hal príncipe para el papel. Más tarde Paige dijo: «Bonnie ya era un gran nombre en Broadway; en cierto modo, ella no tiene nada que demostrar, ella era sin problemas, sedosamente profesional. Pero vi esto como mi gran oportunidad, yo quería que el papel más que a nada en el mundo entero». Por su actuación en Evita, Paige ganó el Premio Laurence Olivier a la mejor actuación en un musical, (en ese momento se llamaba premios sociedad de teatros del West End), también ganó el Premio Variety Club como personalidad del año. Paige desempeñó el papel durante 20 meses en total, entre 1978 y 1980. Ella también lanzó su primer álbum de estudio en 1978, titulado Sitting Pretty. Justo antes de su éxito en Evita, Paige había considerado fuertemente convertirse en una enfermera, pero después de que ella cantó para Dustin Hoffman, él le hizo prometer que continuaría en el teatro. Ella admitió que estaba «harta de todo esto», y que ni siquiera podía darse el lujo de comprar ropa nueva o a comer afuera; «Evita me salvó», afirmó.

### 1981-1999: Cats, Chess y Piaf
Paige pasó a retratar a algunos de los más notables personajes femeninos de Lloyd Webber, creando el papel de Grizabella en la producción original de Cats desde el 11 de mayo de 1981 al 13 de febrero de 1982. Ella asumió el papel tarde en el proceso de ensayo cuando la actriz Judi Dench tuvo que retirarse debido a un tendón de Aquiles. El rendimiento de Paige con la canción de Cats «Memory», alcanzó el Top 10 hit. El sencillo alcanzó el número 5 en las listas del Reino Unido y desde entonces ha sido interpretada por otros 160 artistas. Paige, repite en el papel de Grizabella para una película basada en el musical, en 1998; al igual que Paige, Susan Jane Tanner fue parte del elenco de original de Londres en la producción Cats, y ambas participaron el la película. El sitio web de Paige afirma que el vídeo pronto se convirtió en el vídeo musical más vendido en el Reino Unido y Estados Unidos.
Elaine Paige obtuvo el papel de Carabosse en la producción de 1983 de Abbacadabra, escrito por los exmiembros de ABBA, Björn Ulvaeus y Benny Andersson.  Poco después, Paige interpretó el papel de Florence para el álbum 1984 del musical Chess, con letras de Tim Rice y música de Björn Ulvaeus y Benny Andersson. Sus álbumes, Stages (1983) y Cinema (1984), se reunieron con la grabación de Chess en las listas británicas, dándole tres álbumes de éxito consecutivos. En 1985, Paige lanzó «I Know Him So Well», un dueto de Chess, cantando con Barbara Dickson, su único sencillo que alcanzó la posición número 1 en las listas de sencillos británicos durante cuatro semanas, y sigue siendo la más grande superventa que se ha registrado por un dúo femenino, según el Libro Guinness de los Récords. Paige apareció como Florencia en la producción teatral de Ajedrez de 1986 a 1987, un papel que le valió una nominación al premio Laurence Olivier, esta vez en la categoría, mejor actriz en un musical. Al año siguiente, Paige cantó en la Casa Blanca para el entonces presidente de Estados Unidos Ronald Reagan Y la primera dama Nancy Reagan.
Paige, luego tomó el papel de Reno Sweeney en la producción musical de Anything Goes, el que coprodujo y protagonizó entre 1989 y 1990. Patti LuPone interpretó el personaje de Reno Sweeney en Broadway en esa época, por lo que Paige trató de convertirse en la coproductora de la producción del West End como una forma de asegurarse el papel antes que Lupone lo obtuviera. Interpretando a Reno Sweeney, fue la primera experiencia de Paige usando un acento americano en el escenario, el papel le valió una tercera nominación al premio Laurence Olivier. Más allá de sus papeles teatrales, ella apareció en el programa de televisión Unexplained Laughter en 1989 junto a Diana Rigg.
En 1993, Paige interpretó a la cantante francesa Édith Piaf en la obra musical de Pam Gems, Piaf, con gran éxito de crítica. The Guardian escribió que Paige era «un magnífica y perfecta Piaf». La exigente producción requería que Paige cantará 15 canciones, algunas en francés, y estar en el escenario durante 2 horas y 40 minutos en total, aunque se vio forzada a terminar más pronto debido al agotamiento. Su interpretación de Piaf le valió una nominación al premio premio Laurence Olivier a la mejor actriz en un musical, su cuarta nominación. Posteriormente, lanzó un álbum titulado Piaf, que contiene canciones Édith Piaf.

### 1994–2001: Sunset Boulevard y debut en Broadway
En 1995, Paige fue nombrada Oficial de la Orden del Imperio Británico (OBE) por la Reina Isabel II por sus contribuciones al teatro musical.
Paige entró brevemente en el papel de Norma Desmond en la producción del West End de Sunset Boulevard de Andrew Lloyd Webber en 1994, cuando Betty Buckley estaba enferma y tuvo que someterse a una apendicectomía de emergencia. La naturaleza de la situación significaba que Paige sólo tenía dos semanas y media en el proceso de ensayo antes de su primera actuación. Ella admitió sentirse intimidada por la perspectiva, después de haber visto a Glenn Close en el papel en Broadway, justo antes de entrar en los ensayos. Paige se ganó en gran medida a los críticos de Londres en una actuación que «no sólo se escurre hasta la última gota de acción dramática, pero ofrece algo de humor inesperado». Y se hizo cargo del personaje de tiempo completo parte del año siguiente. Posteriormente, ganó el Premio Variety club a la mejor actriz del año, y recibió su quinta nominación al Premio Laurence Olivier en 1996.
Durante la carrera de Sunset Boulevard en el teatro Adelphi del West End en 1995, Paige descubrió un bulto en su pecho, lo que provocó que consultará a su médico, quien en un primer momento aseguró que no había nada de que preocuparse. Regresó dos veces, y su médico posteriormente le realizó unas pruebas que confirmaron que tenía un tumor canceroso, nueve meses después de que ella lo descubrió. Continuando con su papel en la producción, Paige no se perdió un espectáculo, y declaró: «Cuando hice el show me puse muy emocional. Algunas de las letras de repente tomó un significado completamente diferente. Palabras como, 'como si nunca nos dijimos adiós' se hizo más real». Posteriormente, Paige se realizó una cirugía ambulatoria en un domingo, debido a sus compromisos teatrales. Tuvo cinco años de tratamiento médico y debió completar un programa de radiación. Ella habló por primera vez de su encuentro con el cáncer de mama en una entrevista de 2004, y describió ese suceso como «la cosa más horrible que ha pasado a mí en mi vida».
Paige se transfirió a la producción de Nueva York de Sunset Boulevard para hacer su debut en Broadway en el Teatro Minskoff el 12 de septiembre de 1996, quedándose con el espectáculo hasta que se cerró el 22 de marzo de 1997. En el set de Sunset Boulevard en Broadway, los pasos de escalera tuvieron que ser levantado seis pulgadas (15 cm) con el fin de dar cabida a la baja estatura de Paige, o hubiera sido difícil de verla detrás de la barandilla. Paige fue recibida en los escenarios de Broadway con una ovación de muchos años por parte del público, y recibió críticas mayormente positivas por su actuación Nueva York como Norma Desmond: «el sonido exuberante y el puro poder de su voz son, para decirlo simplemente, increíble», escribió un crítico, mientras que otro dijo «su voz tiene un gran alcance, una claridad y fuerza emocional». Paige fue la primera Norma Desmond en Sunset Boulevard, en cantar una de las canciones principales de la serie, «With One Look», lo hizo por primera vez en la boda de Lloyd Webber con Madeleine Gurdon, aunque en el momento la canción se llamaba «Just One Glance». Lloyd Webber señaló, respecto al rendimiento de una de otras canciones destacadas de la serie de Paige, «As If We Never Said Goodbye», que era «tan bueno, si no lo mejor, de todo lo que he oído». En cuanto a la letra clave en la canción, «This world's waited long enough. I've come home at last», Paige había tratado de cambiar la forma en que se canta la melodía, a pesar de ser plenamente consciente de las tendencias exigentes de Lloyd Webber. Para ella, el momento no debía explotado en todo su potencial, por lo que ella se acercó al director musical del espectáculo, David Caddick, y expresó su deseo de mantener la palabra «home», a lo que accedió. A pesar de que Paige se había desilusionado, ya que ella había esperado realizar en Broadway Evita, Cats y Chess, Paige declaró de su debut allí, «fue el momento más perfecto para ir con ese musical en particular». Después de que Sunset boulevard terminó, ella sufrió de depresión, comentando que el cierre de la serie «era la más terrible sensación... sentí que había perdido algo muy importante para mí. Pensé que había muerto y se ha ido».
El comentarista de arte Melvyn Bragg organizó una edición especial de The South Bank Show sobre la carrera de Paige en 1996, titulado Los rostros de Elaine Paige. En el episodio se veía a Paige visitando partes del mundo que se relacionaban con sus personajes como la Casa Rosada en Buenos Aires, Argentina, donde Eva Perón había dado discursos; París de Edith Piaf que incluyó una reunión con su colaborador Charles Aznavour; y Los Ángeles de su personaje de Norma Desmond.

### 2000-presente
En 2000 encabezó el elenco en El rey y Yo (The King and I) de Richard Rodgers y Oscar Hammerstein II, donde el Rey fue interpretado por Jason Scott Lee. En 2004 cantó en el papel de Mrs. Lovett en la Opera de New York, producción de Stephen Sondheim.
En 2006 Paige grabó el álbum "Essential Musicals" basado en canciones populares.
En 2009 hizo la gira "Elaine Paige Celebrating 40 Years On The Stage" celebrando sus 40 años de carrera artística, en la cual interpretó sus más grandes éxitos como Memory del famoso musical Cats, With One Look de Sunset Boulevard o la famosa canción Yesterday de los Beatles, entre otros. Ese mismo año interpretó la canción             "I know Him So Well" junto con Susan Boyle.
En 2010 grabó el álbum "Elaine Paige And Friends" donde interpretó canciones con diversos artistas como Jon Secada, Barry Manilow, John Barrowman, Sinéad O'Connor, Billy Ocean, Michael Bolton entre otros.
En 2011 formó parte del elenco de "Follies", el famoso musical de Broadway donde interpretó a Carlotta Campion.
En 2013 anunció que realizaría una gira en el Reino Unido con el cual se despedirá de los escenarios: “He pensado mucho sobre esta complicada decisión, pero parece que el hecho de que llegue mi 50º aniversario es el momento adecuado para decir adiós. Tengo muchas ganas de ver a todo el mundo – será como si nunca hubiéramos dicho adiós.” (haciendo referencia al popular tema de Sunset Boulevard “As If We Never Said Goodbye!”).

## Apariciones en la televisión
En la serie dramática de ITV "Lady Killers", Paige hizo de la asesina convicta Kate Webster. En 1981 en "Tales of the Unexpected" Paige hace de Suzie, una chica que trabaja en un pequeño casino tratando de mantener contentos a los clientes y, finalmente fugarse con el personaje principal. Paige también ha desempeñado un papel en Miss Marple de Agatha Christie. En 1989 apareció junto a Diana Rigg y Jon Finch en Alice Thomas Ellis, como parte del programa de la BBC The Play on one.

## Legado
Después de haber tenido tantos papeles protagónicos en musicales famosos , muchos con gran éxito de crítica, Paige es citada a menudo como "La Primera Dama del teatro musical británico"[cita requerida]. Las habilidades para el canto de Paige han ganado elogios en todo el mundo, como lo han hecho sus dotes interpretativas. Andrew Gans de la revista Playbill escribió que "el regalo de Paige es diseccionar un papel y determinar qué frases, gestos o emoción pueden traer una escena a su máximo potencial dramático". Marcos Shenton destacó también su voz en 2008 como "una de las voces más distintivas e impresionantes en el negocio". Es una de los vicepresidentes del Fideicomiso de los Niños una organización benéfica del Reino Unido para los niños con lesión cerebral.

## Vida personal
Paige patrocina varias campañas como la Campaña contra el Cáncer de Pecho y Contra el Lupus habiendo sido tratada de cáncer de pecho en los años 90 y diagnosticada de sufrir lupus. Ella habló por primera vez de su encuentro con el cáncer de mama en una entrevista de 2004, y ha descrito el suceso como "la cosa más horrible que ha pasado para mí en mi vida[cita requerida]".

## Grabaciones como solista

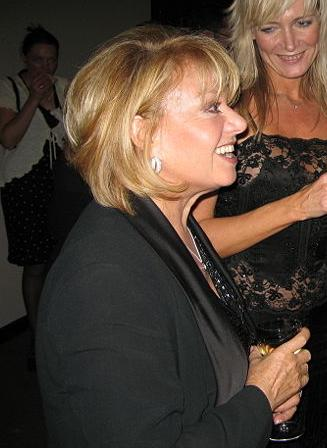
Elaine Paige en la Gala Final de la BBC Radio 2 Voz de Teatro Musical 2006.

- Sitting Pretty (1978)Elaine Paige en la Gala Final de la BBC Radio 2 Voz de Teatro Musical 2006.
- Elaine Paige (1981)
- Stages (1983)
- Cinema (1984)
- Love Hurts (1985)
- Christmas (1986)
- The Queen Album (1988)
- Love Can Do That (1991)
- Romance and the Stage (1993)
- Piaf (1994)
- Performance (1996)
- Essential Musicals (2006)

## Recopilatorios
- Memories: The Best Of Elaine Paige (1987)
- The Collection (1988)
- Together: The Best of Elaine Paige and Barbara Dickson (1992)
- Encore (1995)
- From A Distance (1997)
- On Reflection: The Very Best Of Elaine Paige (1998)
- Elaine Paige: A Collection (2003)
- Love Songs (2004)
- Centre Stage: The Very Best Of Elaine Paige (2004)